# Мизерницкий, Алексей Аввакумович
Алексей Аваакумович Мизерницкий — главный архитектор города Сталино (Донецка) во время войны.

## Биография
В 1944 г. в июне архитектурно-планировочным управлением городского коммунального хозяйства (переименованного в Управление главного городского архитектора при Сталинском горисполкоме) Алексея Аваакумовича Мизерницкого назначили Главным городским архитектором. С 21 июня 1945 г. на должность Главного архитектора г. Сталино был назначен Лев Берберов.